# Enguerrand de Marigny

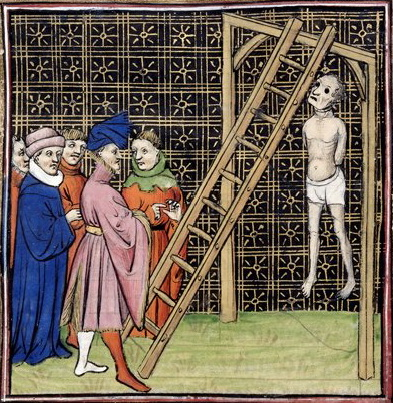
Impiccagione di Enguerrand de Marigny

Enguerrand de Marigny (Lyons-la-Forêt, 1260 – Parigi, 30 aprile 1315) è stato un giurista francese, ministro di Filippo il Bello.

## Biografia
Nacque a Lyons-la-Forêt in Normandia, in un'antica famiglia normanna del piccolo baronato chiamato Le Portier, e prese poi il nome di Marigny. Enguerrand entrò al servizio di Hugues de Bonville, ciambellano e segretario di Filippo IV il Bello, re di Francia, come scudiero, e venne messo al servizio della regina Jeanne, che lo fece esecutore testamentario. Sposò la di lei figlia, Jeanne de St Martin da cui ebbe tre figli (Louis, Marie e Isabelle) e nel 1298 ricevette la custodia del Castello di Issoudun. In seguito si sposò una seconda volta con Alips de Mons.
Dopo la morte di Hugues de Bonville nella battaglia di Mons-en-Pévèle nel 1304, divenne il Gran ciambellano di Francia di Filippo il Bello e capo dei suoi ministri. Durante questo periodo ricevette doni e terre e una pensione da Edoardo II Plantageneto, re d'Inghilterra. Abile politico, colto e astuto, seppe essere un efficace strumento per i piani di Filippo il Bello. Fu ad esempio il risolutore della controversia di Filippo con Luigi, conte di Nevers, figlio di Roberto III di Fiandra, imprigionando Luigi e costringendo Roberto a cedere Lilla, Douai e Béthune.
Ottenne che il fratellastro Filippo di Marigny, nel 1301, diventasse vescovo di Cambrai, e, nel 1309 arcivescovo di Sens, e suo fratello Jean, nel 1312, vescovo di Beauvais. Un altro suo parente, Nicolas de Frauville, divenne confessore del Re e cardinale. Nel 1313 fondò il collegio della Chieda di Nôtre Dame d'Escos nei pressi di Rouen. In questi anni fu molto attivo, al fianco di Guglielmo di Nogaret durante il processo all'Ordine Templare.
Durante la guerra con le Fiandre negoziò la pace, e fu accusato dal Principe, desideroso di andare in battaglia, di essere stato corrotto e Carlo di Valois lo denunciò allo stesso Re, ma Filippo lo sostenne, e l'attacco fu vanificato.
La morte di Filippo IV il 29 novembre del 1314 diede il via libera a nuove azioni verso Marigny. Fu arrestato per ordine di Luigi X, su istigazione di Carlo di Valois, e vennero presentati 28 capi d'accusa, compresa l'accusa di corruzione. Luigi X era incline soltanto a condannarlo all'esilio sull'Isola di Cipro, ma Carlo insistette aggiungendo anche l'accusa di stregoneria, che fu più efficace. Marigny fu condannato all'impiccagione sulla pubblica piazza parigina di Montfaucon (30 aprile 1315).